# Vilho Rättö

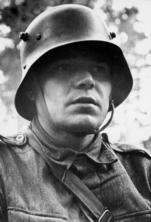
Vilho Rättö.

Vilho Rättö, född 10 mars 1913 i Kanneljärvi, död 21 januari 2002 i Anjalankoski, var en finländsk diversearbetare och militär. 
Rättö, som under fortsättningskriget tjänstgjorde som menig, förintade fyra anfallande stridsvagnar med besättning med en erövrad rysk pansarvärnskanon, som berövats siktanordningen, genom att sikta genom röret. Han tilldelades för detta den 3 augusti 1941 Mannerheimkorset, något som  väckte internationell uppmärksamhet, eftersom han var den förste menige som fick en utmärkelse som i allmänhet ansågs vara reserverad för officerare. Samtidigt med honom tilldelades samma utmärkelse även till generallöjtnant Paavo Talvela och överste Erkki Raappana. Rättö befordrades under kriget till sergeant och 1968 till översergeant. Efter kriget etablerade han sig som småbrukare, taxiförare och raffinaderiarbetare; han pensionerades 1975 från Neste Oy:s raffinaderi i Sköldvik.

## Utmärkelser
- Frihetskorsets Mannerheimkors av 2. klass,  3 augusti 1941[1]
- Vinterkrigets minnesmedalj[1]
- Frihetsmedaljens 2. klass[1]
- Frihetsmedaljens 1. klass[1]
- Minnesmedalj för deltagande i 1941-1945 års krig[1]

[Redigera Wikidata]